# Hàng không năm 1982
Đây là danh sách các sự kiện hàng không nổi bật xảy ra trong năm 1982:

## Chuyến bay đầu tiên
Tháng 2
- 19 tháng 2 - Boeing 757 N757BA

Tháng 4
- 3 tháng 4 - Airbus A310

Tháng 6
- 12 tháng 6 - IAR-825 YR-IGB
- 14 tháng 6 - Beechcraft Lightning

Tháng 8
- 30 tháng 8 - F-20 Tigershark 82-0062

'Tháng 9
- 20 tháng 9 - HAL Ajeet E2426

Tháng 11
- 10 tháng 11 - Mil Mi-28

Tháng 12
- 23 tháng 12 - Shorts Sherpa G-BKMW
- 26 tháng 12 - Antonov An-124

## Bắt đầu hoạt động
- Mikoyan MiG-31 'Foxhound' trong VVS/V-PVO

Tháng 2
- Dornier 228 trong AS Norving

Tháng 12
- Boeing 767 trong United Air Lines